# Roque Marrapodi
Roque Saverio Marrapodi (18 de junio de 1929 - 14 de junio de 1994) fue un jugador de fútbol argentino que se desempeñaba como arquero. También fue entrenador. Nació en la localidad de Guaminí, en la provincia de Buenos Aires, y se radicó de pequeño en la ciudad de Punta Alta.

## Trayectoria

### Como jugador
Marrapodi comenzó su carrera en 1949 en el club Ferro Carril Oeste. Como jugador de Ferro fue convocado a la Selección argentina para disputar la Copa América 1955, donde Argentina se consagró campeón. Debido a que el arquero titular de la selección fue Julio Musimessi, Marrapodi no pudo jugar ni un partido.
En 1956 fue portero del club Vélez Sársfield, donde jugó hasta 1959. En 1960 pasó un corto período de tiempo en la B Nacional en el club Temperley. El mismo año regresó a Ferro Carril Oeste, donde jugó hasta 1965 año. Siendo parte del club Ferro Carril Oeste disputó 307 partidos, lo que lo posiciona como uno de los diez jugadores con más partidos en el club.
Al final de su carrera, en el período 1966-1967, jugó en el Arsenal Fútbol Club.
En primera división Marrapodi disputó un total de 428 partidos.

### Como entrenador
Después de la finalización de la carrera de fútbol fue entrenador – en 1969, el año en que dirigió un equipo del Club Rosario Puerto Belgrano de Punta Alta.

## Palmarés

### Campeonatos internacionales
| Título       | Club                   | Sede  | Año  |
| ------------ | ---------------------- | ----- | ---- |
| Copa América | Selección de Argentina | Chile | 1955 |